# حجب تيليجرام في روسيا

خريطة تُظهر البلدان التي حظرت تيليجرام كليًا أو جُزئيًا.
حجب تام وكلّي
حجب جزئي

حجب تيليجرام في روسيا هي عملية تقييد الوصول إلى موقع وتطبيق تيليجرام على أراضي روسيا الاتحادية. حيث بدأ تقييد الوصول في 16 إبريل من عام 2018، وقد تسبب هذا الحجب في انقطاع تشغيل العديد مما يُعرف في عالم التقنية باسم البرامج المساعدة للطرف الثالث. ولقد رفع الحجب عن تطبيق تيليجرام في روسيا في يوم 19 يونيو عام 2020

## جوهر الصراع
وفقًا لما جاء في تصريحات أعضاء مجلس الدوما الروسي فإن تطبيق تيليجرام يخزن مفاتيح تشفير قويّة لمراسلات كل مستخدم على حدة مما يجعل مهمة جهاز الأمن الفيدرالي في الوصول لها مهمّة شبه مستحيلة حتّى في حالات الطوارئ. حاولت الحكومة الروسية الضغط على مؤسس تطبيق تيليجرام من أجل دفعهِ إلى الإعلان عن رموز فكّ التشفير لكنّ هذا الأخير رفض ذلك مؤكدا في الوقت ذاته على أن هذا الطلب غير عملي من الناحية الفنية حيثُ أنّ مفاتيح الدخول تخزن على أجهزة المستخدمين ولا تصل إلى خوادم التطبيق وهذا ما يتناقض مع ما هو موجود في دستور روسيا.

## المُحاكمة
بحلول شهر أيلول/سبتمبر 2017؛ رفعَ جهاز الأمن الفيدرالي دعوى قضائية ضدّ تيليجرام بسبب عدم وفائه فيما توعد بهِ هذا فضلا عن خرقهِ لما ينص عليه الدستور الروسي في هذا الإطار. في تشرين الأول/أكتوبر من نفس العام صدر الحكم لصالح جهاز الأمن مما تسبب في فرضِ غرامة مالية وصلت حدّ 800 ألف روبل على مؤسسي تطبيق تيليجرام أمّا السبب في ذلك -حسبَ المحكمة الروسية- فهو عجز التطبيق في توفير ملفات فكّ تفشير رسائل 6 أشخاص متهمين بالإرهاب. لكن وفي المقابل فقد أصدر مؤسس تيليجرام بافيل دوروف بيانًا ذكر فيه أنّه حتى ولو وفر التطبيق ملفات فكّ تشفير تلك الرسائل فإنّ جهاز الأمن لم يكن ليقبضَ على المتهمين وذلك لأنّ أرقام هواتف المعنين بالأمر -وهي التي تهم الجهاز- قد حذفت من الخوادم بسبب الخمول. في الوقت ذاته؛ طلبَ الجهاز الفيدرالي إنشاء خدمة تُتيح الوصول لمراسلات المستخدمين حتى ولو بعد مدّة.

## الاحتجاجات
بحلول 22 أبريل 2018 نظمت عدد من الاحتجاجات في مدن مختلفة من روسيا من أجل دعم حريّة التعبير على شبكة الإنترنت. ولقد تزامنت هذه الاحتجاجات معَ يوم حجب التطبيق من العمل في داخل روسيا. أطلقَ المُحتجون في الهواء الطلق أوراق كبيرة على شاكلة البرقيات وهو نفس الرمز الذي يستعملهُ تطبيق تيليجرام.

في 30 أبريل عام 2018؛ نظم تجمع آخر حضره أكثر من 12.000 شخص في مركز مدينة موسكو لدعم منع تطبيق تيليجرام من العمل في روسيا وتأييد الحكومة على ما تقوم به.

صور من الاحتجاجات في روسيا يوم 30 أبريل 2018
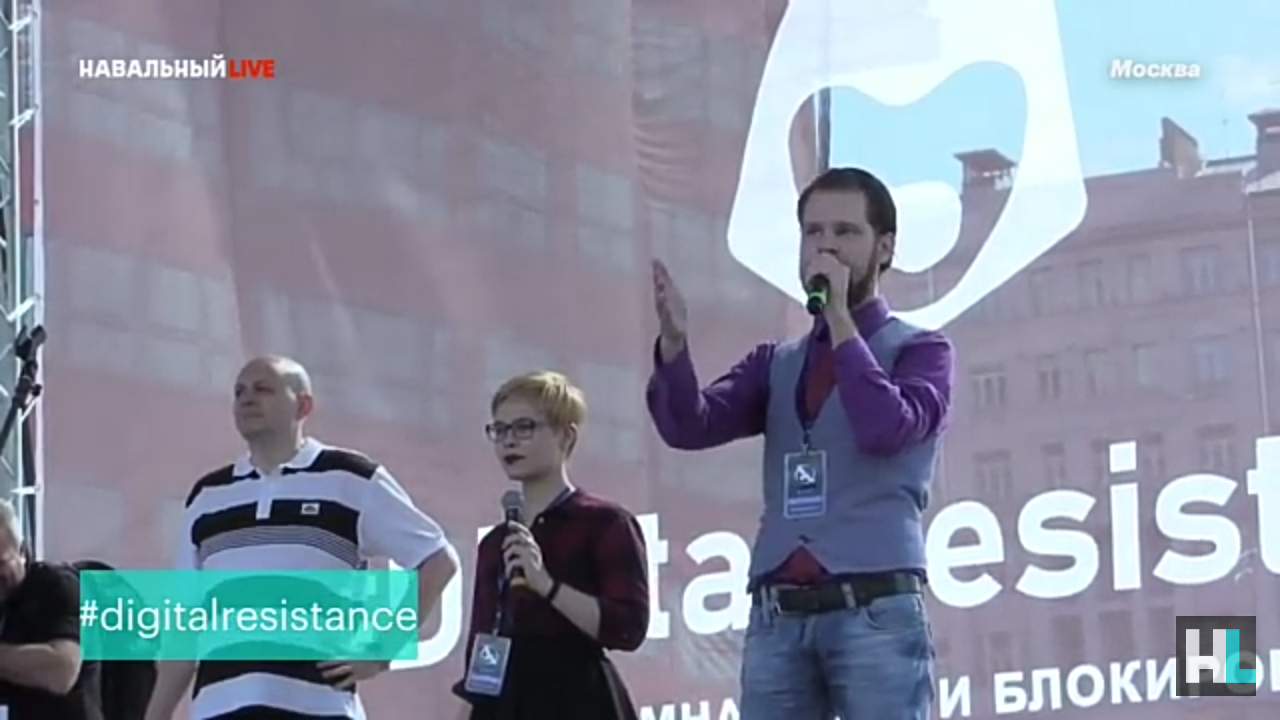
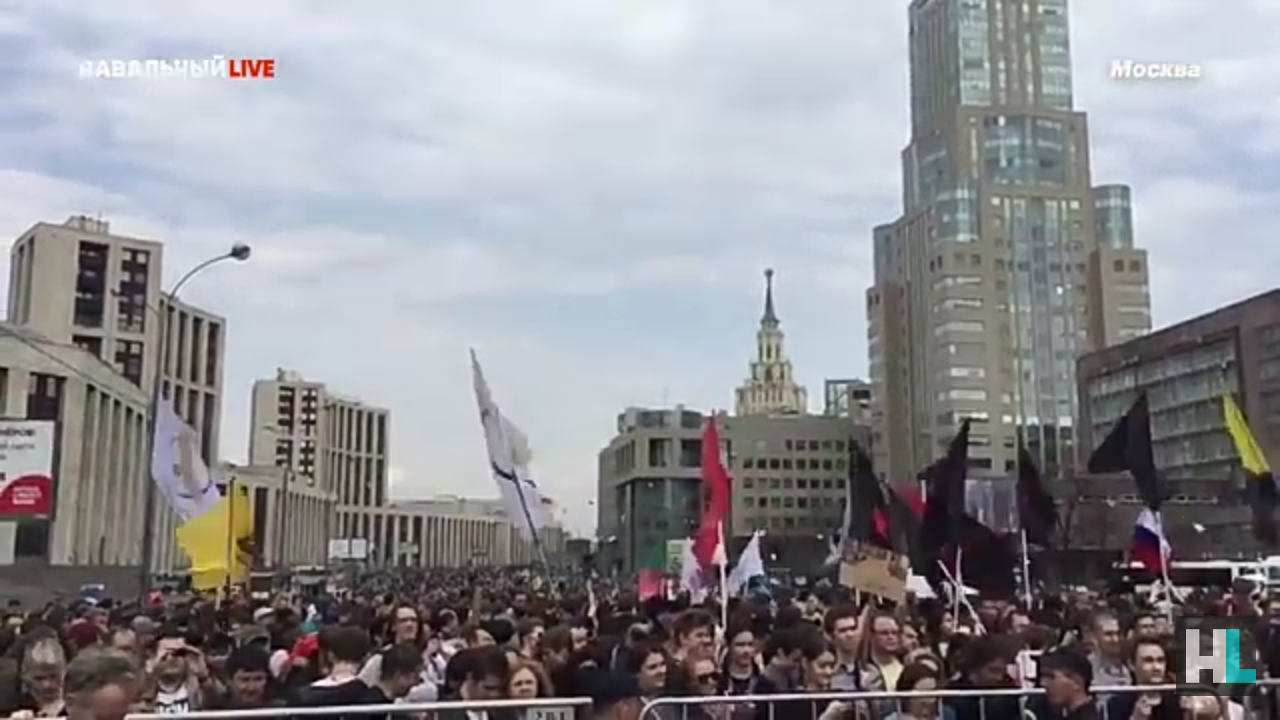
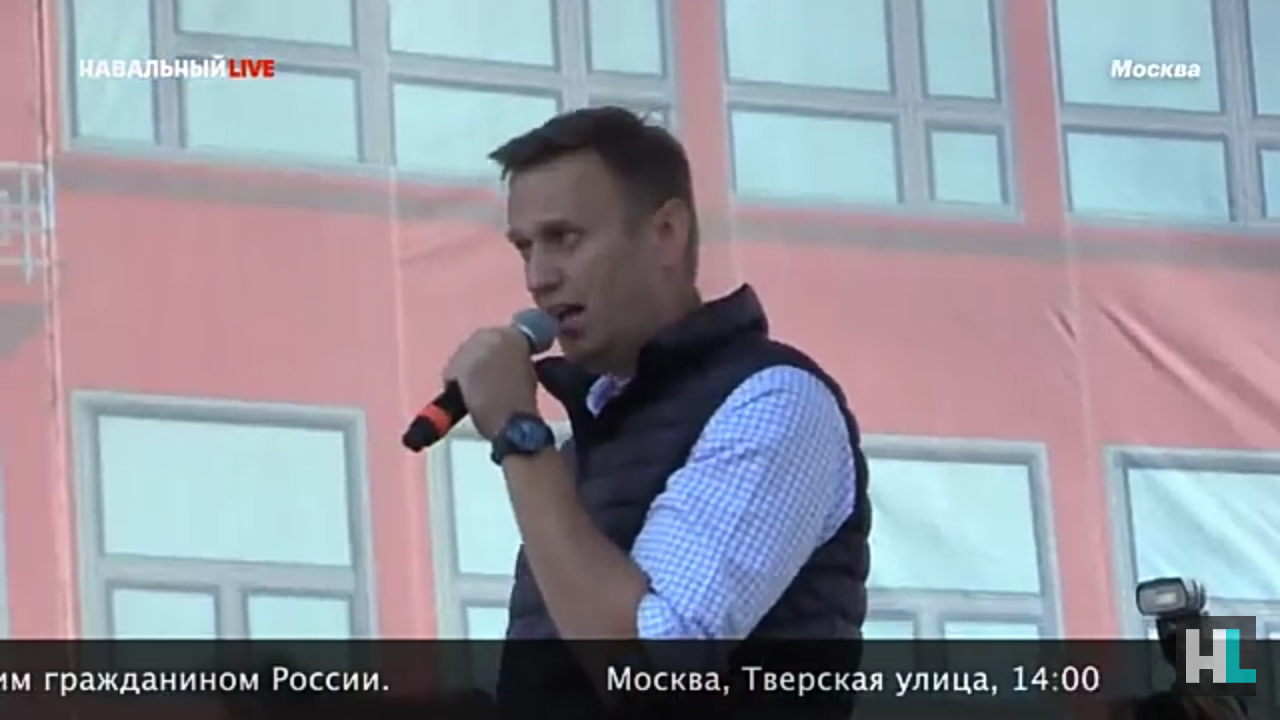